# Ricky Grace
Ricky Ray Grace (Dallas, 20 de agosto de 1967) es un exjugador de baloncesto estadounidense nacionalizado australiano que jugó una temporada en la NBA, además de hacerlo en la CBA y desarrollando el resto de su carrera en la liga australiana. Con 1,85 metros de estatura, jugaba en la posición de base.

## Trayectoria deportiva

### Universidad
Tras pasar dos años en el Midland Community College, jugó dos temporadas con los Sooners de la Universidad de Oklahoma en las que promedió 14,7 puntos, 3,6 rebotes y 7,4 asistencias por partido. En 1988 fue incluido en el segundo mejor quinteto de la Big Eight Conference, tras liderar la conferencia en asistencias. Esa temporada además llegaron a disputar la final de la NCAA en la que cayeron ante Kansas Jayhawks.

### Profesional
Fue elegido en la sexagésimo séptima posición del Draft de la NBA de 1988 por Utah Jazz, pero fue despedido antes de la temporada, jugando en ligas menores hasta que en 1989 se marcha a jugar a los Perth Wildcats de la liga australiana.
Allí desarrolló el resto de su carrera, jugando durante 16 temporadas, en las que promedió 18,3 puntos y 7,2 asistencias por partido, sólo interrumpida en 1993 cuando regresó brevemente a su país para fichar por los Atlanta Hawks, con los que únicamente llegó a disputar 3 partidos, en los que promedió 1,3 puntos.
En total ganó 4 títulos de la liga australiana, y fue incluido en el mejor quinteto de la competición en otras tantas ocasiones. Acabó como el tercer jugador con más asistencias de la historia, con 3.470, siendo incluido en el Basketball Hall of Fame australiano. Nacionalizado australiano, disputó con su selección los Juegos Olímpicos de Sídney 2000, en los que acabaron en la cuarta posición, perdiendo el partido por la medalla de bronce ante Lituania. Grace promedió 2,8 puntos por partido.

## Estadísticas de su carrera en la NBA

### Temporada regular
| Temporada | Edad | Equipo        | Liga | P | TIT | MIN | TC  | TCA | %TC  | 3P  | 3PA | %3P | TL  | TLA | %TL  | R.OF. | R.DEF. | REB | ASIS | ROB | TAP | PER | FP  | PTS |
| 1993-94   | 26   | Atlanta Hawks | NBA  | 3 | 0   | 2.7 | 0.7 | 1.0 | .667 | 0.0 | 0.0 |     | 0.0 | 0.7 | .000 | 0.0   | 0.3    | 0.3 | 0.3  | 0.0 | 0.0 | 0.0 | 1.0 | 1.3 |
| Total     |      |               | NBA  | 3 | 0   | 2.7 | 0.7 | 1.0 | .667 | 0.0 | 0.0 |     | 0.0 | 0.7 | .000 | 0.0   | 0.3    | 0.3 | 0.3  | 0.0 | 0.0 | 0.0 | 1.0 | 1.3 |